# Tahua (gemeente)
Tahua is een gemeente (municipio) in de Boliviaanse provincie Daniel Campos in het departement Potosí. De gemeente telt naar schatting 1.519 inwoners (2018). De hoofdplaats is Tahua.